# ゲーンプリッククラドゥークムー
ゲーンプリッククラドゥークムー（タイ語: แกงพริกกระดูกหมู、発音 [kɛ̄ːŋ pʰrík krā.dùːk mǔː]）は、タイ南部で食されるゲーン（タイカレー）である。他のタイの地域のゲーンに含まれるココナッツミルクを含まないという点においてはゲーン・パーと類似しているが、ガランガルの代わりにウコンを使用する点に違いがある。ゲーンプリッククラドゥークムーは特にタイ南部で根強い人気を誇る。 